# Iwan Samojlowytsch

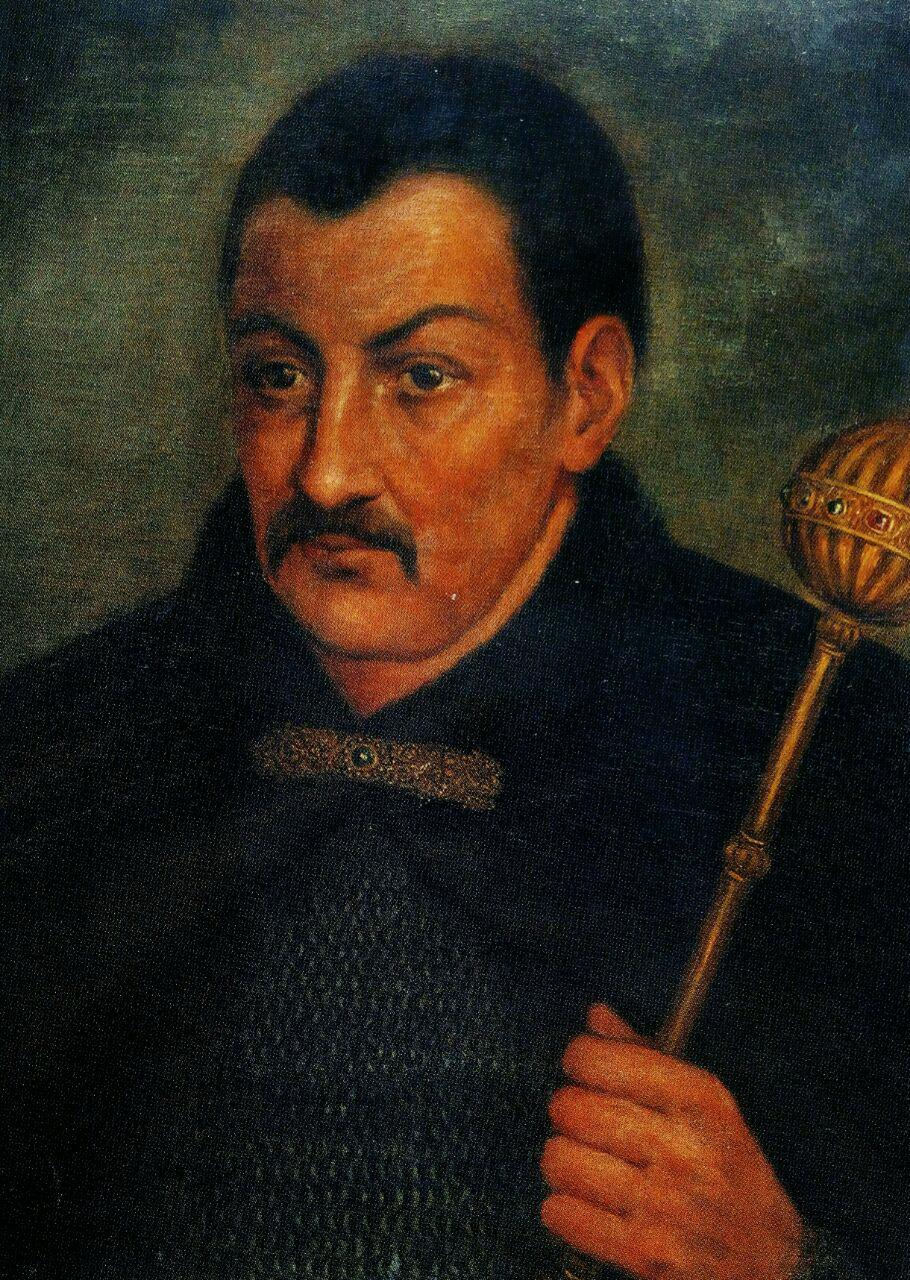
Hetman Iwan Samojlowytsch

Iwan Samojlowytsch (ukrainisch Іван Самойлович, russisch Иван Самойлович Iwan Samoilowitsch; * etwa 1630 in Chodorków, Polen-Litauen; † 1690 in Tobolsk, Russisches Reich) war ein ukrainischer Kosake, Aktenschreiber und Botschafter der Saporoger Kosaken in Moskau. Er war von 1672 bis 1687 Hetman in der linksufrigen Ukraine und ab 1674 „Hetman beider Seiten des Dnepr“. Sein Hauptgegenspieler war Hetman Petro Doroschenko.

## Leben
Iwan Samojlowytsch studierte bis 1648 an der Kiewer Mohyla-Akademie. Er diente unter Hetman Demjan Mnohohrischnyj 1668/69 als Oberst im Tschernigow Regiment und anschließend als Militärrichter (heneralnyi suddia). Nach der Absetzung Mnohohrischnyjs wurde er am 17. Juni 1672 zu dessen Nachfolger als Hetman der linksufrigen Ukraine gewählt. Er führte eine absolutistische Herrschaft aus und wollte das Hetmanat erblich machen. Daher begünstigte er auch seine Söhne durch hohe Posten und große Ländereien. Unter seiner Regierung gab es einen starken wirtschaftlichen Aufschwung innerhalb seines Herrschaftsbereichs.
1674 kämpfte Iwan Samojlowytsch gegen den Hetman der rechtsufrigen Ukraine Petro Doroschenko, wobei er auch Unterstützung vom ehemaligen Hetman der rechtsufrigen Ukraine Mychajlo Chanenko erhielt. Nachdem Chanenko in den Jahren 1677/1678 von Russland der erneuten Kontaktaufnahme mit Polen beschuldigt wurde, ließ Samojlowytsch ihn in Baturyn inhaftieren, wo er nach zwei Jahren verstarb.
Samojlowytsch nahm im Verlauf des Russisch-Türkischen Kriegs 1686–1700 am ersten Krimfeldzug teil und wurde vom russischen Fürsten Wassili Golizyn für dessen Scheitern verantwortlich gemacht. Da auch sein Despotismus auf Widerstand unter den Kosaken traf, klagte man ihn der Willkür und Korruption sowie verräterischer Kontakte zum Krim-Khanat an, und er wurde mit Unterstützung aus Moskau abgesetzt. Sein Vermögen wurde daraufhin beschlagnahmt und er wurde nach Tobolsk verbannt, wo er 1690 starb.
Zu seinem Nachfolger wurde, nach einhelliger Wahl des Volkes der in Samojlowytschs Diensten stehende Iwan Masepa.